# Alexandre Paternost
Alexandre Paternost (São Paulo, 1971) é um ator brasileiro.

## Biografia
Começou sua carreira artística nos filmes A Causa Secreta e O Quatrilho, chamando atenção dos executivos do SBT, que então o contrataram para a telenovela jovem da emissora produziu em 1996, Colégio Brasil, estrelada por Patrícia de Sabrit, que foi um relativo sucesso apesar de várias modificações ao longo do tempo, com o fim prematuro da telenovela, Alexandre migrou novamente para o cinema e participou de filmes como A Paixão de Jacobina e o remake do clássico O Cangaceiro, cuja versão original havia sido produzida em 1953.
Em 2003, o ator foi convidado para fazer uma rápida participação em Kubanacan, telenovela produzida pela Rede Globo e escrita por Carlos Lombardi, o fato se repetiria em 2004, com uma nova participação em outra telenovela da Rede Globo, Como uma Onda de Wálter Negrão. Em 2005, Alexandre participou de mais um filme nacional, chamado de Concerto Campestre como Silvestre. Foi contratado da Rede Record e participou da telenovela Vidas Opostas de Marcílio Moraes. Também participou dos extintos programas Brava Gente e Você Decide, ambos da Rede Globo.

## Filmografia

### Televisão
| Ano  | Título         | Personagem   | Notas                             |
| ---- | -------------- | ------------ | --------------------------------- |
| 2013 | O Negócio      | Publicitário | Episódio: "Brand Equity"          |
| 2006 | Vidas Opostas  | Pedro        |                                   |
| 2004 | Como Uma Onda  | Oscar        |                                   |
| 2003 | Kubanacan      | Henrique     |                                   |
| 2002 | Brava Gente    | Sandro       | Episódio: "Entre o Céu e a Terra" |
| 1998 | Você Decide    | —            | Episódio: "Síndrome"              |
| 1998 | Você Decide    | —            | Episódio: "Sexo Frágil"           |
| 1998 | Você Decide    | Flávio       | Episódio: "A Mulher Ideal"        |
| 1997 | Você Decide    | —            | Episódio: "A Farsa"               |
| 1996 | Você Decide    | Carlos       | Episódio: "Marcas do Passado"     |
| 1996 | Colégio Brasil | Alceuzinho   |                                   |

### Cinema
| Ano  | Filme                | Personagem     |
| ---- | -------------------- | -------------- |
| 2009 | Quase um Tango...    | Otaviano       |
| 2005 | Concerto Campestre   | Silvestre      |
| 2002 | A Paixão de Jacobina | Maurer         |
| 1997 | O Cangaceiro         | Teodoro        |
| 1995 | O Quatrilho          | Ângelo Gardone |
| 1994 | A Causa Secreta      | Sílvio         |

### Teatro[3]
- O Concílio do Amor (1989)